# ラクトニトリル
ラクトニトリル (lactonitrile) は、有機化合物の一種で、乳酸の誘導体にあたるヒドロキシニトリルである。麦ワラ色の液体。不斉炭素を持つため、D体（R体）、L体（S体）のエナンチオマーが存在する。毒物及び劇物取締法の劇物に該当する。
溶剤、乳酸、酢酸エチル合成の中間体、日本では乳酸、アラニンの中間体として用いられている。また、ヨーロッパではアクリル繊維および樹脂の中間体として用いられている。

## 合成
DL体（ラセミ体）のラクトニトリルは、アセトアルデヒドにシアン化カリウムを付加させると生成する。
CH3CHO  +  KCN  →  CH3CH(OH)CN
D体は、トレオニンをクロラミン-Tなどで酸化的に脱炭酸すると得られる。
CH3CH(OH)CH(NH2)COOH  +  [Ox]  →  CH3CH(OH)CN